# Плелоф
Плело́ф (фр. Plélauff, брет. Pellann) — коммуна во Франции, находится в регионе Бретань. Департамент — Кот-д’Армор. Входит в состав кантона Ростренен. Округ коммуны — Генган.
Код INSEE коммуны — 22181.

## География
Коммуна расположена приблизительно в 420 км к западу от Парижа, в 115 км западнее Ренна, в 50 км к юго-западу от Сен-Бриё.
Вдоль северо-западной границы коммуны проходит канал Нант — Брест.

## Население
Население коммуны на 2016 год составляло 653 человека.
| 1962 | 1968 | 1975 | 1982 | 1990 | 1999 | 2008 | 2016 |
| ---- | ---- | ---- | ---- | ---- | ---- | ---- | ---- |
| 727  | 842  | 741  | 695  | 679  | 689  | 693  | 653  |

## Администрация
| Период | Период | Фамилия         | Партия                              | Примечания |
| ------ | ------ | --------------- | ----------------------------------- | ---------- |
| 1965   | 1980   | Эрнест Тома     |                                     |            |
| 1980   | 1998   | Мари Тома       |                                     |            |
| 1998   | 2007   | Марсель Ле-Панс | Французская коммунистическая партия |            |
| 2007   | 2014   | Даниель Ле-Ко   |                                     |            |
| 2014   |        | Бернар Роу      | Разные левые                        | пенсионер  |

## Экономика
В 2007 году среди 426 человек в трудоспособном возрасте (15—64 лет) 300 были экономически активными, 126 — неактивными (показатель активности — 70,4 %, в 1999 году было 70,8 %). Из 300 активных работали 268 человек (146 мужчин и 122 женщины), безработных было 32 (22 мужчины и 10 женщин). Среди 126 неактивных 31 человек были учениками или студентами, 55 — пенсионерами, 40 были неактивными по другим причинам.

## Достопримечательности
- Часовня Нотр-Дам-де-ла-Круа (XVI век). Исторический памятник с 1925 года[3]

## Фотогалерея
- Часовня Нотр-Дам-де-ла-Круа
- Часовня Нотр-Дам-де-ла-Круа
- Интерьер часовни Нотр-Дам-де-ла-Круа
- Карта коммуны